# سیارک ۷۵۱

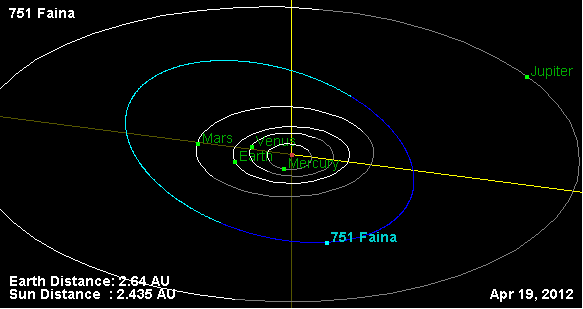
سیارک ۷۵۱

سیارک ۷۵۱ (به انگلیسی: 751 Faina، نامگذاری:1913RK) هفتصد و پنجاه و یکمین سیارک کشف شده‌است که در ۲۸ آوریل ۱۹۱۳ و در رصدخانه سایمیز کشف شد.
قدر مطلق سیارک برابر ۸٫۶۶ است.